# Phthiracarus pellucidus
Phthiracarus pellucidus är en kvalsterart som beskrevs av Ramsay 1966. Phthiracarus pellucidus ingår i släktet Phthiracarus och familjen Phthiracaridae. Inga underarter finns listade i Catalogue of Life.